# 卡切爾羅夫站
卡切爾羅夫站是一座布拉格地铁C线的地铁站。此站站名来源不详。